# Epsilon Gruis
Pour les articles homonymes, voir Epsilon (homonymie).
Désignations
Epsilon Gruis (ε Gru / ε Gruis) est une étoile de la constellation de la Grue. Sa magnitude apparente est de +3,49.
Epsilon Gruis  est une étoile sous-géante blanche de type spectral A2IVn. D'après la mesure de sa parallaxe annuelle par le satellite Hipparcos, elle est à située environ 129 années-lumière de la Terre. L'étoile est suspectée d'avoir un compagnon. Elle est ainsi répertoriée à la fois comme une possible binaire astrométrique et comme une binaire spectroscopique.